# Mickey & Minnie's Runaway Railway
Mickey & Minnie's Runaway Railway is een trackless darkride is het Amerikaanse attractiepark Disney's Hollywood Studios en Disneyland Park. De darkride in Orlando werd op 4 maart 2020 geopend in het themagebied Hollywood Boulevard als vervanger van de darkride The Great Movie Ride. De attractie in Anaheim opende op 27 Januari 2023 samen met een klein stukje van het themagebied Toontown die in renovatie is.
De darkride is de eerste Disney-attractie die in het teken staat van Mickey Mouse, de mascotte van de Walt Disney Company en de daarbij behorende Disney-parken. Tijdens de rit leggen voertuigen een parcours af, waarbij langs de gehele route schermen aangebracht zijn. Op diverse punten worden korte animatiefilms afgespeeld van Mickey Mouse in de stijl van de beginjaren van Mickey. Ook medespelers van Mickey Mouse zoals Goofy en Katrien Duck hebben een rol in de attractie. Katrien Duck wordt uitgebeeld als animatronic die dansles geeft.
Walt Disney World Resort · Earful Tower · The Sorcerer's Hat · afbeeldingen
Disneyland Resort · Lijst van attracties in Disneyland Park · Sleeping Beauty Castle · afbeeldingen